# گراف باند

نمایی از طرح‌وساختار یک‌سیستم سادهٔ «جرم – فنر – میراگر» و شکل نمودار گراف باند

گراف باند روش باند گراف به‌طور ذاتی بر اساس جریان توان بین درگاه‌های‌های اجزا یک سیستم دینامیک است. عوامل فیزیکی و تعامل آن‌ها با هم در نظر گرفته می‌شوند، و به عنوان کیفیت در این مدل‌سازی به حساب می‌آید. در گام‌های بعدی مدل‌سازی مکاترونیکی جزئیات به گونه ایی که برای تشکیل و ارزیابی مدل ریاضی لازم است، مشخص می‌شوند. اگر موارد قبلی به خوبی به کار گرفته شود، روش گراف باند قادر است، مدل گرافیکی که بر اساس قانون اول بقای انرژی است را ایجاد کند و نیازی به بازنویسی مجدد فرمول‌ها نخواهد بود. بدست آوردن مدل ریاضی از مدل گرافیکی نیز به صورت اتوماتیک توسط نرم‌افزار انجام می‌شود، که باعث تمرکز اصلی طراحان روی مدل فیزیکی می‌شود.
باندگراف توسط پروفسور " H. Paynter" در MIT در اوایل سال ۱۹۵۹ معرفی شد؛ و شاگردانش Karnopp ,Margolis و Rosenberg این مدل گرافیکی را به روشی که باعث توسعه پایدار در کار محققان زیادی شده‌است، بسط دادند. از آن زمان مقالات و کتب بسیاری در این مورد و مدل‌سازی مکاترونیکی به این روش منتشر کرده‌اند. از جمله کتب عالی که در این زمینه چاپ شده‌اند می‌توان به کار Sherva Das[4] و Karnopp اشاره کرد؛ و در مورد محیط‌های مدل‌سازی گراف باند، نرم‌افزارهای گوناگونی از جمله 20sim و Dymola را می‌توان ذکر کرد و استفاده نمود.
با در نظر گرفتن جریان انرژی در یک سیستم مکاترونیکی در گراف باند، رأس‌های گراف مشخص‌کننده اجزاء و یال‌های گراف مشخص‌کننده جریان انرژی بین آن‌ها هستند. راس‌ها در گراف باند دارای چند پایانه انتقال توان هستند که انرژی می‌تواند به آن‌ها داخل یا خارج گردد. بعضی از نرم‌افزارها مثل 20sim، می‌توانند درگاه‌های توان را در موقع لزوم با مربع‌های سیاه رنگ نشان دهند. (شکل۱).
شکل ۱ باندهای توان دو درگاه نیرو که دو مدل جزء را به هم متصل می‌کنند.
باند گراف می‌تواند مانند دیگر مدل‌های گرافیکی به صورت سلسله مراتبی، بالا-پایین یا پایین-بالا از مدل‌های اجزا مکاترونیکی یا عناصر کتابخانه مدل‌ها ایجاد شود. سلسله مراتب به صورت درختی از اجزا نمایش داده می‌شود. برای هر سطح سلسله مراتبی، ساختمان مدل با باندگراف نمایش داده می‌شود. در حالی که در دیاگرام‌های نمادی مثل الکتریکی یا هیدرولیکی از علامت‌های خاصی برای راس‌های گراف استفاده می‌شود. در باند گراف، گره‌ها با کلماتی که درون منحنی بسته‌اند نشان داده می‌شوند. در سطح پایینی سلسله مراتب، رئوس گراف باند، فرایندهای پایه ایی انرژی مانند تحویل یا ذخیره انرژی، تبدیل غیر بازگشت انرژی به گرما، یا توزیع توان را نشان می‌دهند. برای این فرایندهای پایه ایی انرژی، رأس‌های ثابتی در نظر گرفته شده‌است. برای مثال ذخیره انرژی جنبشی در یک جسم صلب یا ذخیره انرژی مغناطیسی در یک سیم پیج با رأس نوع I نشان داده می‌شود.
روش باند گراف در واقع یک زبان مشترک برای نمایش و مدل‌سازی سیستم‌های دینامیکی مختلف از قبیل مکانیکی، الکتریکی، شیمیایی، سیالاتی و … است. مبنای این روش شارش جریان از منابع تولید کنندهٔ توان به سمت مصرف‌کننده‌ها است که حاصل ضرب دو عامل flow و effort می‌باشد. به عنوان مثال یک مقاومت الکتریکی که در یک مدار به یک منبع متصل است توانی از آن می‌گذرد که حاصل ضرب ولتاژ (effort) و جریان (flow) است.
در شکل فوق، سمت راست یک مدار الکتریکی راشامل یک منبع ولتاژ و یک مقاومت نشان می‌دهد و سمت راست مدل باند گراف این مدار را می‌بینید. در مدل باندگراف Se منبع توان است یا مولد Effort است. اگر مدار شامل منبع جریان بود به جای Se , از Sf استفاده می‌کردیم. المان دیگر در مدل باند گراف R است که می‌توانست به جای آن خازن یا سلف هم باشد.
اگر مدار کمی پیچیده‌تر باشد و مثلاً یک شاخهٔ موازی با این مقاومت شامل یک خازن باشد باید در مدل باند گراف معادلی برای موازی کردن شاخه‌ها (باندها) تعریف کنیم. این معادل را در شکل زیر می‌بینید.
همچنین اگر بخواهیم یک المان سری شده را در مدل باند گراف نمایش دهیم نیاز به یک معادل داریم که این بار به جای اتصال " ۰ " از " ۱ " استفاده می‌کنیم.
همان‌طور که می‌بینید در عبور از اتصال " ۰ " ولتاژها یا همان Effort ثابت می‌ماند و جمع جبری جریان‌ها یا Flow صفر می‌شود. در اتصال " ۱ " برعکس است و flow ثابت می‌ماند، جمع جبری Effortها صفر خواهد شد. با همین دو جملهٔ ساده می‌توان معادلهٔ حاکم بر این مدار را بدست آورد.
اکنون اگر یک سیستم مکانیکی را در نظر بگیریم می‌توانیم به راحتی مدل باندگراف آن را بدست آوریم. چون در مراحل اولیه آشنایی با مدل باندگراف هستیم ابتدا معادل الکتریکی سیستم مکانیکی را بدست می‌آوریم و سپس با استفاده از قواعد فوق مدل باندگراف را ترسیم می‌کنیم.
سیستم مکانیکی مورد نظر یک سیستم جرم و فنر و دمپر است که در شکل زیر آن را مشاهده می‌کنید:
معادل الکتریکی آن به صورت زیر می‌شود:
برای بدست آوردن معادل الکتریکی سیستم مورد نظر از آنالوگی (شباهت) نیرو = جریان … سرعت = پتانسیل استفاده کرده‌ایم. در این آنالوگی جرم را می‌توان با یک خازن، فنر را با سلف و دمپر را یک مقاومت جایگزین کرد. اکنون در این مدار سه شاخهٔ موازی داریم که دو شاخهٔ آن خود شامل دو المان موازی است بنابراین مدل باندگراف آن را به دو صورت می‌توان کشید. در مدل اول ابتدا توان را به سه شاخهٔ موازی تقسیم کرده و سپس المان‌ها را رسم می‌کنیم ولی در مدل دوم مستقیماً پنج المان موازی را از طریق یک اتصال " ۰ " رسم می‌کنیم.
مدل ساده شدهٔ این گراف به صورت زیر است:
اما اگر بخواهیم مستقیم از سیستم مکانیکی به مدل باندگراف برسیم می‌توانیم اینگونه مسئله را تفسیر کنیم که توانی که به سیستم وارد می‌شود حاصل ضرب نیرو (در اینجا flow) در سرعت (در اینجا effort) است. نیرو بین پنج المان شامل جرم، دو فنر و دو دمپر تقسیم می‌شود بنابراین تمام این المان‌ها به یک اتصال " ۰ " وصل هستند زیرا جمع جبری flow برای اتصال " ۰ " صفر است و Effort در اتصال " ۰ " ثابت می‌ماند. در شکل‌های بالا V همان سرعت است که معادل پتانسیل در مدار الکتریکی است؛ و F نیرو که معادل جریان در مدار الکتریکی می‌باشد.
در ادامه باید به چند مورد دیگر از المان‌هایی که باید برای آن‌ها معادلی در نمایش باندگراف سیستم‌ها پیدا کنیم اشاره کنیم. یکی از این المان‌ها ترانسفورماتور در سیستم‌های الکتریکی است که در مدل ایده‌آلش توان را ثابت نگه می‌دارد و ولتاژ را با یک نسبت معین کاهش (در ترانسفورماتورهای کاهنده) یا افزایش (ترانس‌های افزاینده) می‌دهد و نیز به دلیل ثابت بودن توان جریان را به‌طور معکوس با ولتاژ تغییر می‌دهد. معادل این المان در سیستم‌های مکانیکی را می‌توان اهرم یا چرخ دنده‌ها معرفی کرد که با فرض ایده‌آل بودنشان توان را ثابت نگه داشته و سرعت و نیرو را معکوس یکدیگر کاهش یا افزایش می‌دهند. برای اینکه معادلی در مدل باندگراف برای این المان‌ها بیابیم ابتدا در مورد المان‌های مدل باندگراف که تاکنون معرفی شده‌اند توضیحی می‌دهیم که یک نوع از این المان‌ها که تک-پورت 1-port هستند شامل منابع تولیدکننده یا مصرف کنندهٔ توان در سیستم عمل می‌کنند که اگر تولیدکننده شامل منابع Effort و Flow باشند باندها از آن‌ها خارج شونده هستند و نیز اگر مصرف‌کننده شامل عناصر R,C،I باشند باندها به آن‌ها وارد شونده خواهند بود. عنصر R مانند مقاموت الکتریکی بوده که رابطه ای جبری بین Effort و Flow برقرار می‌کند. عنصر C مانند خازن عمل می‌کند که رابطه ای انتگرالی بین Flow و Effort برقرار می‌کند و I که مانند سلف عمل می‌کند برعکس C خواهد بود. نوع دیگر المان‌ها که سه پورت 3-port (یا بیشتر) هستند شامل اتصالات بوده که یا "۰" است یا "۱" و در مورد آن‌ها در بالا اشاراتی کردیم. اما عناصر دو پورت شامل ترانسفورماتورها یا ژیراتورها هستند که یک باند به آن‌ها وارد و دیگری خارج می‌شود. طی عبور از این المان توان ثابت بوده و نسبت Flow و Effort تغییر می‌کند.
اما با توجه به فراگیر بودن زبان مدل‌سازی باندگراف در تمام شاخه‌های مهندسی نرم‌افزارهایی بر اساس آن نوشته شده تا کار مدل‌سازی و تحلیل انواع سیستم‌ها را آسان کنند. یکی از این نرم‌افزارها را با نام Symbols Sonata یا Symbols Bond pad در فایل زیر به‌طور خلاصه معرفی کرده‌ایم.